# Opamata styczniowa
Opamata styczniowa är en insektsart som beskrevs av Irena Dworakowska 1982. Opamata styczniowa ingår i släktet Opamata och familjen dvärgstritar. Inga underarter finns listade i Catalogue of Life.